# 梅希萊維茨基宮
梅希萊維茨基宮（波蘭語：Pałac Myślewicki）是位於波蘭首都華沙瓦金基公園的一座洛可可-新古典主义宮殿建築。這座建築是為國王斯坦尼斯瓦夫·奥古斯特(Stanisław August Poniatowski)建造的，是皇家浴場的首批建築之一。 它的名字來源於附近現在不存在的梅希萊維茨基(Myślewice)村莊。

## 歷史
最初，宮殿由國王的朝臣居住，後來由國王的侄子约泽夫·波尼亚托夫斯基（Józef Antoni Poniatowski）居住。  正門上方的圓環裝飾著他的姓名首字母JP。
從19世紀起，該建築就成為波蘭各政府的國賓館。 拿破崙一世就住在這裡。後來，駐紮在華沙的俄羅斯部隊的將軍在這裡駐紮。 在兩次世界大戰之間的時期，Bolesław Wieniawa-Długoszowski 將軍和政治家 Eugeniusz Kwiatkowski 住在宮殿裡。 在第二次世界大戰期間，這座宮殿是華沙為數不多的未被摧毀的此類建築之一。
在波蘭人民共和國時期，這座建築曾是波蘭的國賓館，其中知名國賓包括英迪拉·甘地，和美國總統理查德·尼克松等賓客。20世纪50年代至60年代，在梅希萊維茨基宮，中华人民共和国与美利坚合众国曾举办了136次中美大使级会谈。入口處的牌匾是為了紀念這些会谈事件。自1980年以來，它一直屬於皇家瓦金基公园博物館的宮殿。
門面裝飾著一個巨大的貝殼碗，上面有 Jakub Monaldi 的雕塑，描繪了罗马神话阿涅摩伊 (Zephyr) 和佛洛拉（Flora），而屋頂的輕微翹曲則參考了流行的中国风設計。大部分原始室內家具在上次世界大戰中倖存下來——包括 Jan Bogumił Plersch 1778年的畫作和 Antoni Gerżabka 以及粉饰灰泥裝飾和雕塑。 特別有價值的是享有羅馬和威尼斯景色的餐廳以及帶有 Plersch 描繪罗马神话阿涅摩伊和佛洛拉的天花板的浴室。

## 图库

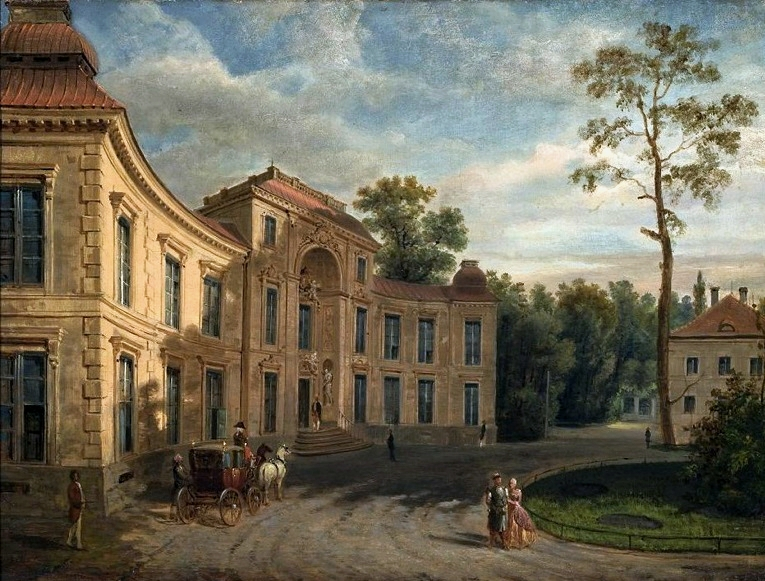
1850年左右的梅希萊維茨基宮
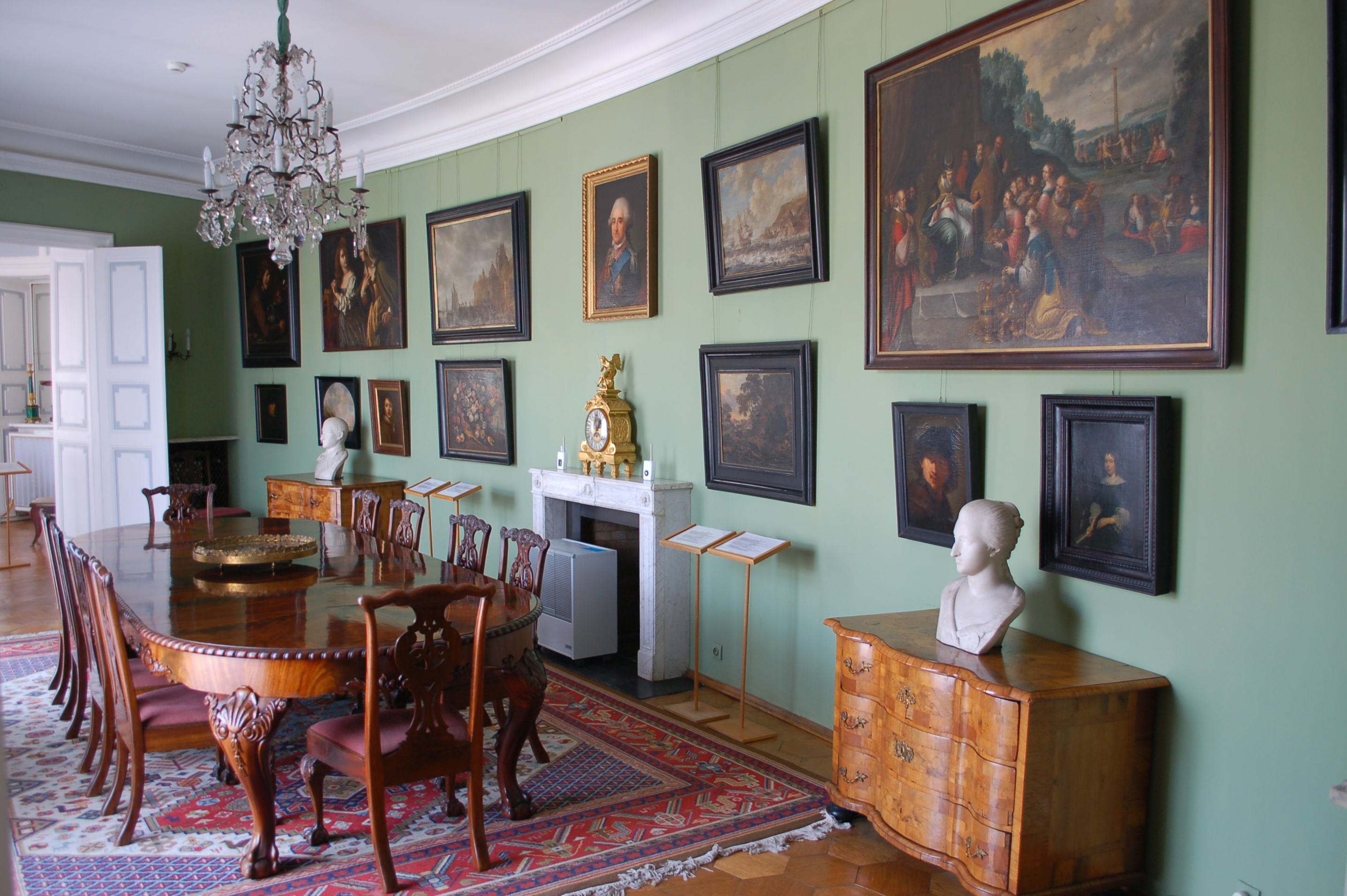
宮殿一樓的餐廳
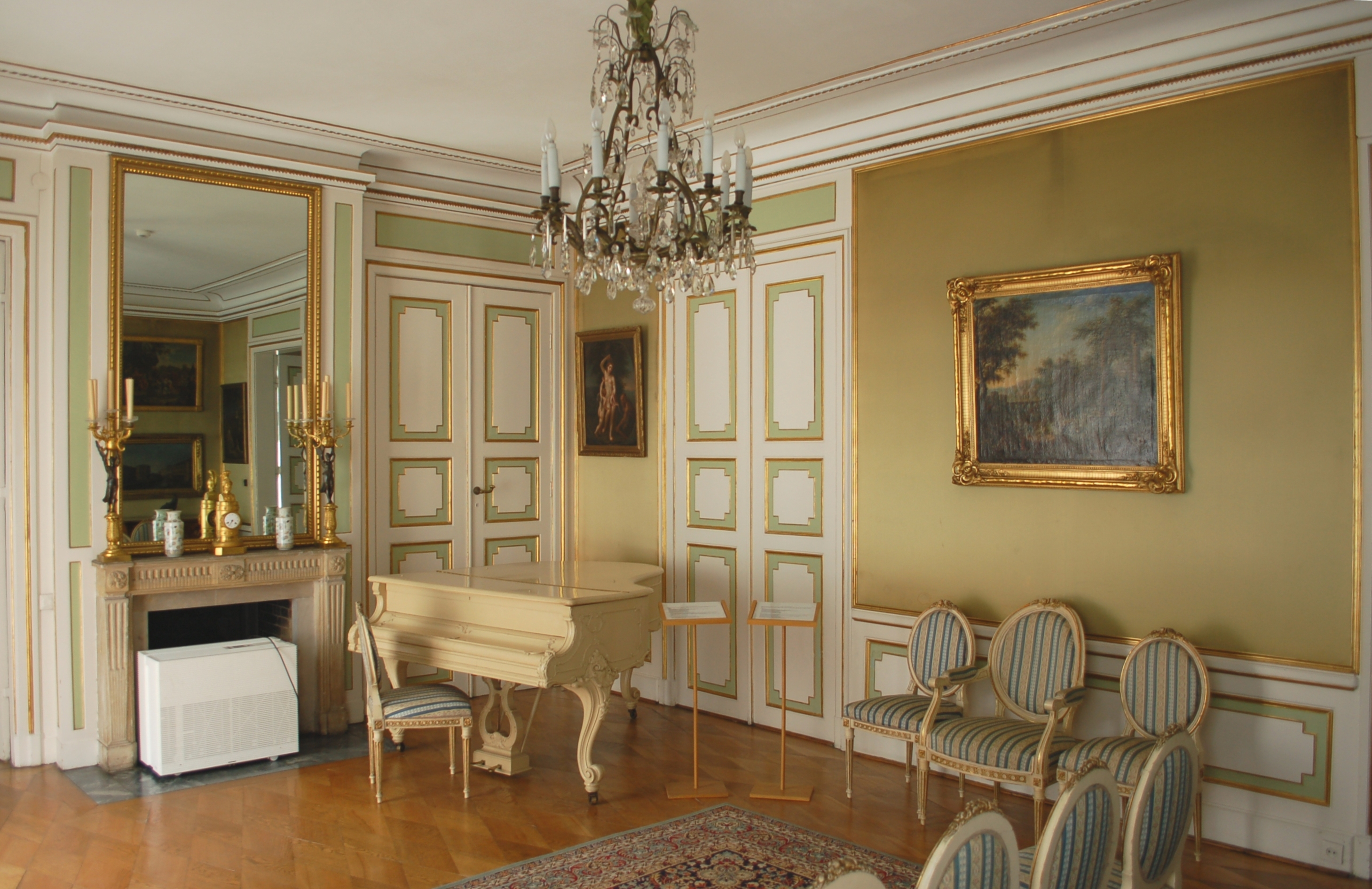
音樂廳
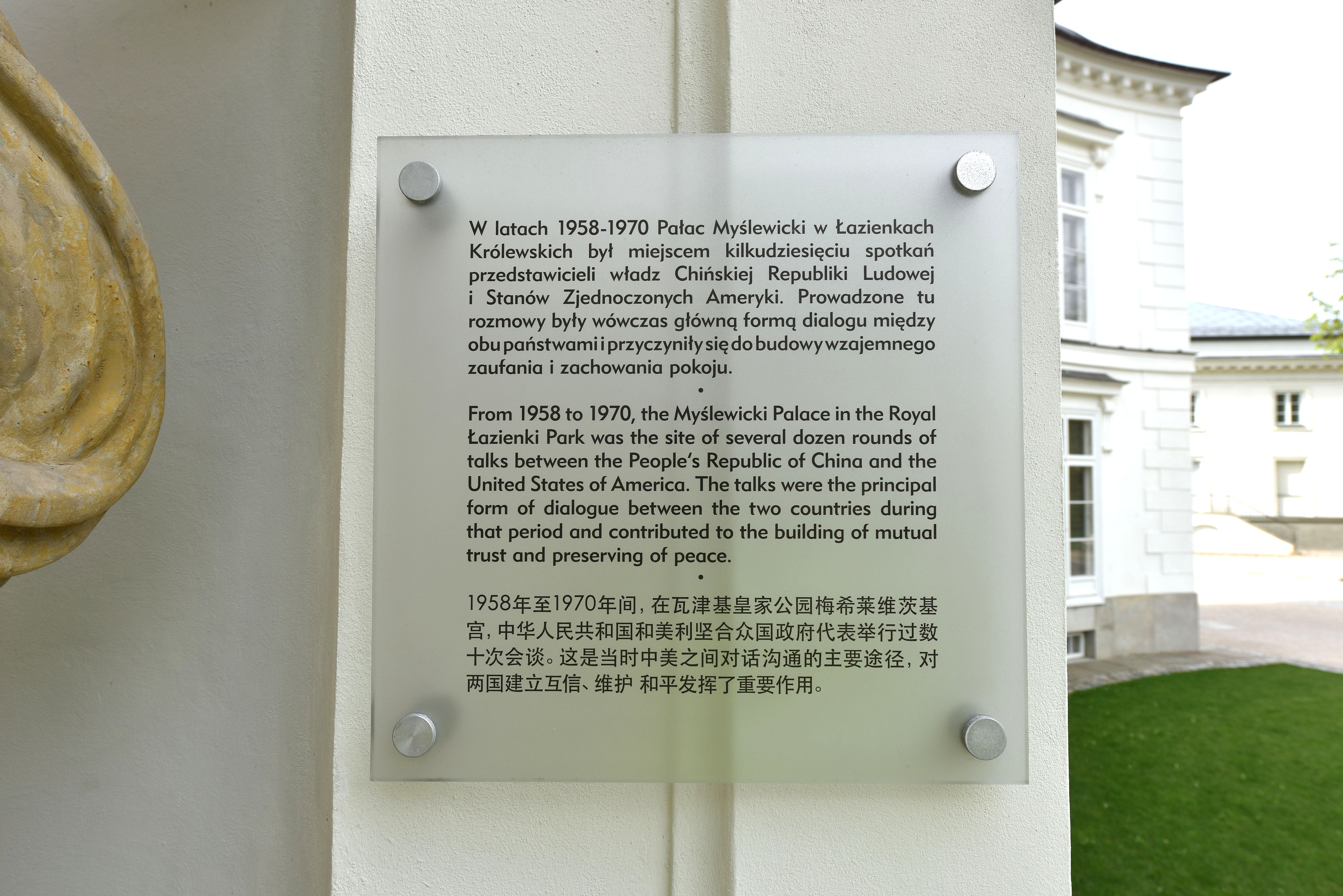
1958-1970年中美大使级会谈紀念牌匾

## 外部連結
- （波兰語） Pałac Myślewicki （页面存档备份，存于）

52°12′55″N 21°02′17″E / 52.21528°N 21.03806°E